# Konstanty Narkiewicz-Jodko
Konstanty Narkiewicz-Jodko, ps. „Kok” (ur. 23 października 1901 w Pińczowie, zm. 3 maja 1963 w Psarach k. Ostrowa Wlkp.) – polski podróżnik, taternik, alpinista, polarnik, doktor fizyki.

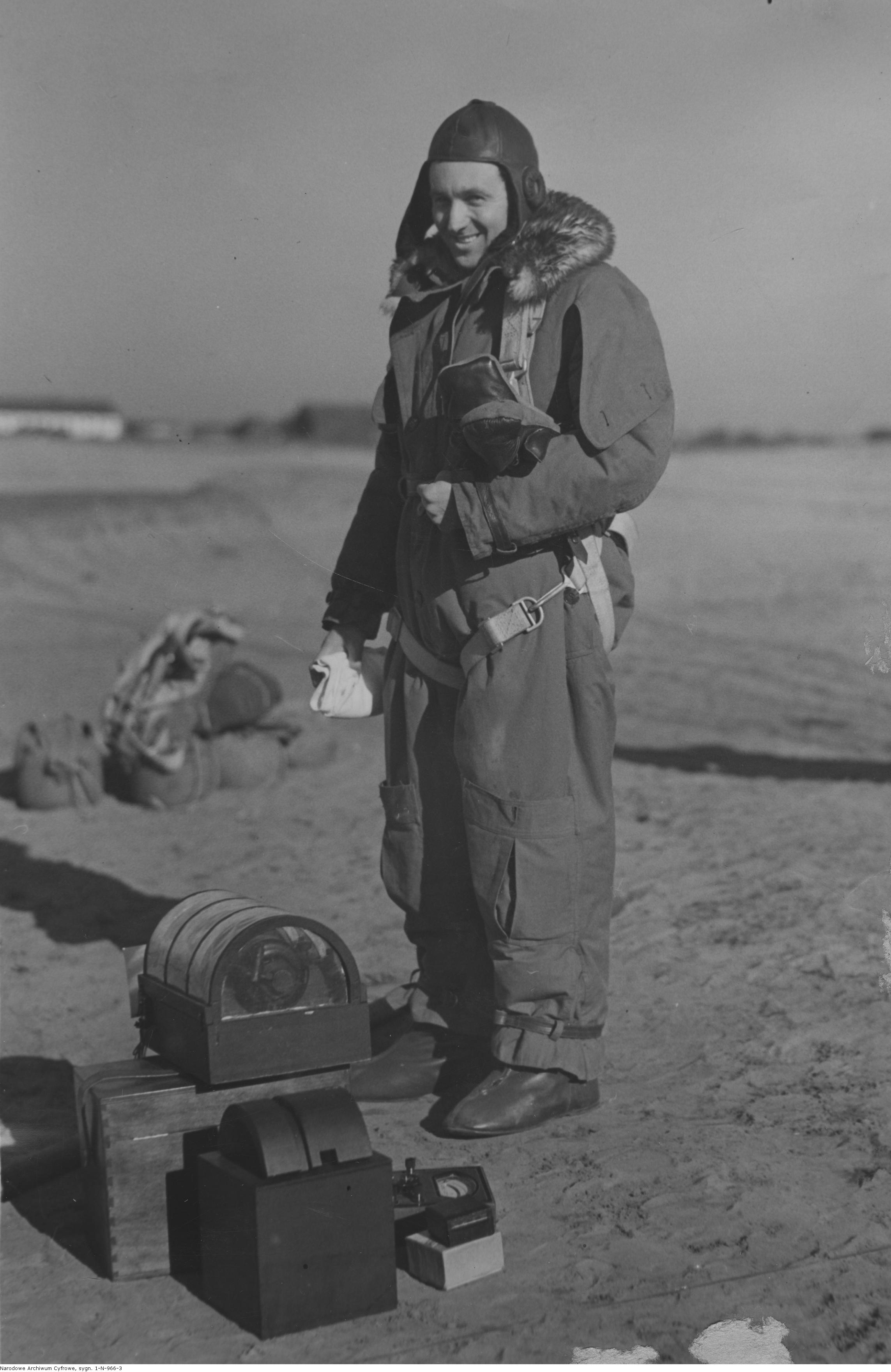
Konstanty Narkiewicz-Jodko podczas przygotowań do lotu balonem

## Życiorys
Od 1921 jeździł w Tatry, najczęściej z Wacławem Tarnowskim. Również z Tarnowskim od 1925 rozpoczął aktywność w zakresie taternictwa. Uczestniczył w kilku najważniejszych ówczesnych osiągnięciach taternickich. Do jego partnerów oprócz Tarnowskiego należeli m.in. Jerzy Golcz, Tadeusz Krystek, Stefan Osiecki, Tadeusz Ciesielski, a w zimie Adam Karpiński.
Jeszcze w latach 20. planował organizację wyprawy w Himalaje – efektem tego były duże osiągnięcia w taternictwie zimowym, które miało służyć jako przygotowanie do ekspedycji. Na początku lat 30. był uczestnikiem pierwszych dwóch wypraw Sekcji Turystycznej PTT w Alpy. W latach 1933–1934 kierował I polską wyprawą w Andy, podczas której udało się m.in. dokonać pierwszego wejścia na Mercedario i Cerro de la Ramada oraz zdobyć Aconcaguę nową drogą, jednocześnie wyznaczając nowy polski rekord wysokości. Przed II wojną światową poświęcił się planom ekspedycji na K2, do której jednak nie doszło.
Jako fizyk prowadził badania promieniowania kosmicznego i uczestniczył w lotach balonowych aż do granic stratosfery. W 1936 wraz z kpt. Zbigniewem Burzyńskim pobił międzynarodowy rekord wysokości balonu o pojemności 2200 m³ (10 853 m). Także z Burzyńskim planował pobicie balonem „Gwiazda Polski” rekordu świata wysokości, 22 066 m – start z Polany Chochołowskiej został jednak udaremniony przez zniszczenie balonu.
Po II wojnie światowej mieszkał na Podhalu i nadal wędrował w Tatrach, jednak stan zdrowotny uniemożliwiał mu poważniejsze osiągnięcia.
Narkiewicz-Jodko miał również zasługi jako działacz organizacji turystycznych i taternickich. Od 1927 należał do Sekcji Taternickiej AZS w Warszawie, od 1930 do Koła Wysokogórskiego Oddziału Warszawskiego PTT, którego był prezesem w latach 1932–1933. Był także członkiem Sekcji Turystycznej PTT, a następnie Klubu Wysokogórskiego (krótko przed śmiercią został jego członkiem honorowym). Na początku lat 50. ponownie zajmował się pracą naukową na Uniwersytecie Poznańskim, na rentę przeszedł w 1955. Pozostawił po sobie artykuły w „Taterniku” i innych czasopismach oraz dwie książki: W walce o szczyty Andów (Warszawa 1935) i Cień Sahary (Warszawa 1939).

## Osiągnięcia wspinaczkowe

### Taternictwo
- 1926 – pierwsze wejście lewą częścią południowej ściany Żabiego Konia, z Tarnowskim,
- 1927 – pierwsze wejście północno-wschodnią ścianą Rumanowego Szczytu, z Golczem i Krystkiem,
- kwiecień 1928 – pierwsze przejście w warunkach zimowych grani głównej Tatr Wysokich od Przełęczy pod Kopą do Białej Ławki, z Karpińskim,
- 1931 – pierwsze wejście zimowe na Zasłonistą Turnię, samotnie.

### Alpinizm
- 1923, 1929, 1931 – liczne samotne wejścia na szczyty Jugosławii, Islandii i Afryki Północnej,
- 1934 – pierwsze wejście na Cerro de la Ramada (6410 m, Andy), samotne,
- 1934 – wejście nową drogą na Aconcaguę (6955 m) – ówczesny polski rekord wysokości,
- 1936 – pierwszy trawers z południa na północ Zachodniego Spitsbergenu.